# Disney’s Blizzard Beach
Koordinaten: 28° 21′ 6,5″ N, 81° 34′ 31,5″ W
Disney’s Blizzard Beach ist ein Wasser-Themenpark im Walt Disney World Resort in Orlando, Florida. Eröffnet am 1. April 1995, war er der dritte Wasserpark des Resorts nach DIsney's River Country (inzwischen geschlossen) und Disney’s Typhoon Lagoon. Mit etwa 2 Millionen Besucher im Jahr 2019 war Blizzard Beach der drittmeistbesuchte Wasserpark der Welt, hinter Typhoon Lagoon und dem Chimelong Water Park in China.
Das Thema des Parks basiert auf einer Disney-Legende: Nach einem unerwarteten Schneesturm in Florida plante ein Geschäftsmann, das erste Skigebiet der Region zu eröffnen. Der Schnee schmolz jedoch schnell, und zurück blieben ein Berg mit wassergefüllten Skischanzen und ein Sessellift. Als ein Alligator namens Ice Gator, das Maskottchen des Parks, eine Schanze hinabrutschte und in einem Becken landete, wurde die Anlage kurzerhand in einen Wasserpark umgewandelt. Die winterliche Thematik, gestaltet von Disney-Imagineer Marshall Monroe, kombiniert tropische Landschaften mit simuliertem Schnee, alpinen Lodges und karibischen Farbakzenten. Ein Highlight ist der strandstuhlthematisierte Sessellift mit Sonnenschirmen und „Schneeskiern“.
Die meisten Attraktionen befinden sich auf dem Mount Gushmore, einem 27,4 Meter hohen künstlichen Hügel, der die Technik der Rutschen verbirgt, sodass keine Wasserleitungen sichtbar sind. Der Gipfel ist in drei farblich markierte Pisten unterteilt: Grün, Rot und Violett, die Besuchern die Orientierung erleichtern. Alle Wasserbereiche sind auf etwa 27 °C geheizt, mit Ausnahme des „schmelzenden Schnees“ in der Eishöhle des Cross Country Creek.
Blizzard Beach ist ganzjährig geöffnet, mit einer jährlichen Wartungspause im Winter, während derer Typhoon Lagoon in der Regel geöffnet bleibt. Aufgrund der COVID-19-Pandemie war der Park von März 2020 bis zu seiner Wiedereröffnung am 7. März 2021 geschlossen. Am 1. April 2025 wurde bekanntgegeben, dass Blizzard Beach und Typhoon Lagoon erstmals seit 2019 gemeinsam im Sommer geöffnet sein werden. Der Park schloss am 1. Mai 2025 für Renovierungsarbeiten und öffnete am 21. Mai 2025 wieder.

## Parklayout

### Grüne Piste (Green Slope)
Die Rutschen der grünen Piste, alle einrohrige Wasserrutschen ohne Racing-Element, befinden sich am höchsten Punkt des Mount Gushmore und sind zu Fuß oder per Sessellift erreichbar:
- Summit Plummet: Die Hauptattraktion des Parks ist mit 36,6 Metern die dritthöchste und -schnellste Free-Fall-Rutsche der Welt. Geschwindigkeiten von bis zu 97 km/h sind je nach Größe und Gewicht möglich. Bis zur Eröffnung der Insano-Rutsche (41 Meter, 105 km/h) in Brasilien war sie die höchste weltweit und im Guinness-Buch der Rekorde gelistet.
- Teamboat Springs: Die weltweit längste Wildwasser-Rafting-Rutsche mit 427 Metern. Vier bis sechs Personen fahren in großen Gummirafts durch Stromschnellen und kurvenreiche Wasserfälle.
- Slush Gusher: Eine 27,4 Meter hohe und 76,2 Meter lange Rutsche mit Geschwindigkeiten bis zu 56 km/h. Zwei kleine Schanzenelemente sorgen für kurze Momente der Schwerelosigkeit („Airtime“).

Der Zieleinlauf der Downhill Double Dipper

### Violette Piste (Purple Slope)
Die Attraktionen der Purple Slope, die alle mindestens zwei nahezu identische Bahnen für Rennen bieten, sind über einen Weg nahe dem Auffangbecken der Downhill Double Dipper erreichbar.
- Downhill Double Dipper ist eine der weltweit wenigen nebeneinanderliegenden Rennrutschen für Plastikreifen. Sie befindet sich neben Snow Stormers auf dem Mount Gushmore. Die Rutschen sind 15,2 m hoch und 70,1 m lang. Gäste erreichen Geschwindigkeiten von bis zu 40 km/h, während sie an Skirennen-Grafiken und Flaggen vorbeigleiten. Ein Zeitmesssystem zeichnet jede Abfahrt auf, und ein automatisches Audiosystem signalisiert den Rennstart. Starttore halten die Reifen zurück, sodass ein eigenständiges Anschieben entfällt.
- Snow Stormers ist eine Mattenrutsche mit drei gewundenen, 106,7 m langen Röhren, gelegen zwischen Downhill Double Dipper und Toboggan Racers auf dem Mount Gushmore. Die Gäste rutschen in Bauchlage auf speziellen Matten durch einen nachgebildeten Slalom-Abfahrtskurs mit Skitoren. Die Matten werden am Einstieg bereitgestellt und über eine Förderanlage (gemeinsam mit Toboggan Racers) transportiert.
- Toboggan Racers besteht aus acht parallelen, 76,2 m langen Rutschen neben Snow Stormers auf dem Mount Gushmore. Gäste liefern sich ein Rennen, indem sie auf Matten in Bauchlage über wellige Bahnen zum Ziel gleiten. Wie bei Snow Stormers werden die Matten am Einstieg bereitgestellt.

### Rote Piste (Red Slope)
Die Rote Piste befindet sich im hinteren Bereich des Parks und umfasst nur eine Attraktion, die aus mehreren Rutschen mit konvergierenden Bahnen besteht, jedoch nicht für Rennen ausgelegt ist.
- Runoff Rapids ist eine 183 m lange Rutschenanlage für Plastikreifen, bestehend aus zwei offenen und einer geschlossenen Röhre. Die gewundenen Bahnen führen durch Abschnitte mit Wellblechrohren, bevor alle Rutschen in einem gemeinsamen Auffangbecken enden. Gäste können Einzel- oder Doppelreifen nutzen, die am Fuß der Attraktion bereitgestellt werden. Der Zugang erfolgt ausschließlich über Treppen, wodurch die Attraktion nicht barrierefrei ist. Nach einer einjährigen Renovierung wurde die Anlage 2018 wiedereröffnet, wobei zunächst eine der offenen Rutschen geschlossen blieb. Seit 2019 sind alle drei Rutschen wieder in Betrieb.

### Talebene (Ground level)
Die Talebene umfasst Attraktionen am Fuß des Mount Gushmore sowie einen Lazy River, der den Park umrundet, und speziell für Kinder gestaltete Bereiche.
- Melt-Away Bay ist ein 0,4 Hektar großer Wellenpool am Fuß des Mount Gushmore. Der Pool wird kontinuierlich mit „schmelzendem Schnee“ aus Wasserfällen gespeist, die sanfte Wellen erzeugen.
- Cross Country Creek ist ein 914 m langer Lazy River, der den Park entlang seines Außenrands umrundet. Gäste treiben auf Plastikreifen entspannt durch den Kanal und passieren eine künstliche Eishöhle, in der sie gelegentlich mit kaltem „Schmelzwasser“ bespritzt werden. Es gibt sieben Ein- und Ausstiegspunkte, sodass Gäste beliebige Abschnitte fahren können. Eine vollständige Runde dauert je nach Andrang 20 bis 30 Minuten.

Der Ski Patrol Training Camp ist ein Bereich für Kinder im Grundschulalter und umfasst folgende Attraktionen:
- Leisure Pool ist ein Pool mit „Eisschollen“, über die Kinder unter 12 Jahren balancieren können.
- Fahrenheit Drops: Eine Seilbahn, bei der Kinder unter 152 cm Körpergröße in ein 2,6 m tiefes Wasserbecken gleiten.
- Freezin’ Pipe Springs ist eine kurze Rutsche ohne Größenbeschränkung, die in dasselbe Becken wie Fahrenheit Drops mündet.
- Cool Runners ist eine breite Reifenrutsche mit Stromschnellen, die durch „schmelzende Schneehügel“ entsteht. Früher befand sich hier Mogul Mania, das aus Sicherheitsgründen nie eröffnet wurde.

Tike’s Peak ist ein Bereich für Kleinkinder mit Rutschen, die Miniaturversionen der Blizzard Beach-Attraktionen darstellen, sowie einem Spielbrunnen mit Wasserdüsen in Form eines Schneeschlosses. Die Attraktion ist auf Kinder unter 122 cm Körpergröße beschränkt.
The Chairlift – ist eine Einweg-Sesselliftfahrt, die bis zu drei Gäste in Sesseln mit Holzsitzen, bunten Sonnenschirmen und Skiern an der Unterseite zur Spitze des Mount Gushmore bringt. Er ist die Haupttransportmöglichkeit zum Gipfel, alternativ gibt es eine Treppe.

## Disney’s Winter Summerland Miniature Golf
Das Disney’s Winter Summerland Miniature Golf ist ein Minigolf-Platz, welcher sich neben Disney’s Blizzard Beach befindet. Der Eingang befindet sich vom Parkplatz aus kommend rechts vom Eingang des Wasserparks. Der Platz wurde am 12. März 1999 eröffnet.
Laut der Disney Geschichte suchte der Weihnachtsmann in Florida für seine Elfen ein Erholungsgebiet. Das einzige was seiner Meinung nach an diesem Standort fehlte, war ein Minigolf-Platz. Er spaltete die Elfen in zwei Teams, wobei ein Team die Sonne Floridas genießen darf und das andere den Schnee des Nordpols. Durch diese zwei Teams entstehen zwei unterschiedliche Minigolfkurse mit jeweils 18 Löchern. Ein Kurs nennt sich Sommer, der andere Winter.
Der Minigolfplatz hat täglich von 10 Uhr morgens bis 11 Uhr abends geöffnet.